# ...continuavano a chiamarlo Trinità
...continuavano a chiamarlo Trinità è un film del 1971 diretto da E.B. Clucher.
Film italiano del genere spaghetti-western, con la coppia Bud Spencer e Terence Hill, è il seguito di Lo chiamavano Trinità..., interpretato dagli stessi protagonisti.

## Trama
California, '800. Bambino, bandito robusto e rissoso, è rimasto solo, appiedato e senza munizioni dopo uno scontro a fuoco in pieno deserto. Incontra altri quattro fuorilegge e, dopo aver da loro elemosinato delle pallottole, li deruba di cavalli, denaro e fagioli appena cucinati, e ne colpisce uno con un pugno in testa lasciandolo stordito.
Più tardi sopraggiunge suo fratello Trinità, pistolero malvestito e scansafatiche, sdraiato nella sua solita treggia. Visto il suo aspetto trasandato, i quattro lo scambiano per un inetto e cercano di sottrargli il cavallo, ma il giovane li sconsiglia mostrandogli la sua abilità con la pistola. Anche lui si sazia dei loro fagioli e, infine, li costringe a pestarsi fra loro.
Ripreso il viaggio, Trinità raggiunge la casa dei genitori, dove vi trova anche Bambino. Quest'ultimo è tutt'altro che felice di rivederlo a causa dei precedenti contrasti. Il loro padre, un anziano bandito alcolizzato e sofferente di cuore, chiede a Bambino di accudire il giovane fratello e di indirizzarlo alla carriera di fuorilegge.
Bambino e Trinità, con disappunto del primo, ripartono insieme alla ricerca di dollari facili, ma incontrano solo una famiglia di poveri contadini nei guai. Dopo un iniziale goffo tentativo di rapinarli, finiscono per aiutarli, e la giovane e bella figlia si invaghisce di Trinità, e lui di lei.
Giunti nel vicino paese di Tascosa, Trinità sfrutta le sue doti di baro vincendo una bella somma in una partita di poker contro il giocatore professionista Wild Cat Hendriks, ridicolizzato anche da una scarica di ceffoni. Con i soldi guadagnati i due fratelli abbandonano gli stracci lerci che indossavano da tempo e si comprano vestiti eleganti.
Trinità incontra nuovamente la giovane contadina e, per pavoneggiarsi, le confida di essere un agente federale. Ma mentre le parla viene udito da un uomo di Parker, facoltoso contrabbandiere di armi. Temendo, erroneamente, che i due siano agenti sulle tracce dei suoi traffici, Parker li "compra" per 4.000 dollari.
Trinità convince Bambino a cambiare paese, all'inseguimento della giovane contadina che si è spostata con i genitori e il fratellino, malato di aerofagia. Giunti a San Jose, dopo una scazzottata al saloon, scoprono che tutti i banditi del paese, e persino lo sceriffo, sono alle dipendenze di Parker. Lo sceriffo stesso, per volere del trafficante, li invita a star lontani dalla missione di frati del paese. A proposito dei frati, vengono a sapere da alcuni peones che sarebbero maneschi e peccaminosi, e avrebbero l'insolita abitudine di pestare i fedeli che vanno a confessarsi.
Incuranti delle consegne, Bambino e Trinità sbattono in prigione Stingary Smith e i suoi scagnozzi, banditi al soldo di Parker, per incassarne le taglie. Quindi, ficcano il naso nella missione. Trinità cerca di stuzzicare i religiosi sul gioco d'azzardo, l'alcol e le donne, mentre Bambino si fa confessare e, mal interpretando un gesto di benedizione, demolisce il confessionale terrorizzando il priore. Insoddisfatti, se ne vanno convinti che sia tale Lucifero, un presunto professionista dell'est, il responsabile dei maltrattamenti ai peones.
Bambino costringe Trinità a prepararsi per la rapina ad una diligenza. Ma il ragazzo non segue le indicazioni del fratello e torna alla missione, dove la giovane contadina e la famiglia sono temporaneamente ospiti dei frati. Qui, Trinità scopre che Parker utilizza l'insospettabile missione per la vendita illegale di armi a dei rozzi banditi messicani capeggiati da Gonzalez. Quella stessa notte i messicani, travestiti da frati, fanno visita alla missione, recuperano le armi fornite da Parker ed affidano ai poveri frati veri 50.000 dollari. Trinità interviene un attimo dopo mettendo i banditi in fuga a suon di pistolettate.
Il giorno dopo, Bambino sale come passeggero sulla diligenza che Trinità dovrà assaltare, ma il giovane, non soltanto attacca con anticipo, ma rapina soltanto il fratello complice, risparmiando gli altri passeggeri. Bambino va su tutte le furie e lo insegue a piedi deciso a punirlo severamente, ma, quando lo ritrova alla missione, Trinità spegne abilmente la sua ira parlandogli dei 50.000 dollari. Il ragazzo riesce così a convincere l'irascibile fratello a schierarsi con i frati.
Il giorno stesso, Parker, informato dell'aggressione subita dai suoi clienti, si reca alla missione con una ventina di farabutti al seguito per vendicarsi. Il priore riesce a convincere gli aggressori ad entrare nella missione disarmati, certi di avere facilmente la meglio sui frati indifesi. Ma, una volta all'interno, vengono intrappolati e sono costretti ad avere a che fare con le mani pesanti di Trinità e Bambino.
I due fratelli hanno la meglio a suon di sganassoni sul trafficante e i suoi scagnozzi. Ma, allertati dai frati timorosi, alla missione arrivano anche i rangers. Trinità e Bambino si presentano alle autorità nuovamente sotto le mentite vesti di agenti federali, ma il capitano dei rangers per poco non riconosce Bambino come il ladro di cavalli ricercato da tempo qual è. Per convincere il ranger della loro onestà, i due fratelli gli affidano i dollari di Parker, restando a mani vuote. Questa volta è Trinità ad andare su tutte le furie nei confronti del fratello.

## Produzione

### Riprese
Gli esterni del film furono girati presso Campo Imperatore (alle soglie del Gran Sasso) e in altre zone dell'Abruzzo. Fu riutilizzata anche la piana di Camposecco nel comune di Camerata Nuova dove erano state ambientate gran parte delle scene del primo film: Lo chiamavano Trinità.... La missione dei frati, oggi scomparsa, era invece ricostruita negli stabilimenti della De Laurentiis sulla via Pontina, alla periferia sud-est di Roma.
Alcune scene del film sono state girate sulle sponde del fiume Volturno che attraversa le campagne di Venafro in Molise; le scene in questione sono quelle nelle quali i protagonisti passeggiano sulle rive, dove sono visibili sassi bianchi di forma piatta tipici della zona. La stessa scena finale dove la carrozza con la famiglia resta bloccata nel letto del fiume è stata girata tra le acque del Volturno.

## Distribuzione
- Italia: 21 ottobre 1971
- Spagna: 9 marzo 1972
- Germania: 25 maggio 1972 (Vier Fäuste für ein Halleluja)
- Ungheria: 19 giugno 1992

### Edizioni home video
La durata della pellicola nella versione cinematografica è di 126 minuti, nella versione televisiva di 113 minuti, nella prima versione in DVD di 107 minuti; dall'uscita del DVD, le scene eliminate non vengono più trasmesse nemmeno nella versione televisiva. Il 6 ottobre 2016 è stata distribuita dalla CG Entertainment una nuova edizione in DVD che include le scene tagliate, oltre agli extra già presenti nella precedente edizione, si tratta della versione integrale cinematografica del film di una durata di 121 minuti (126 con la frequenza dei fotogrammi corretta in audio e video - tecnica usata normalmente nei blu-ray). In Italia non sono state pubblicate versioni in blu-ray o in 4K.

## Accoglienza

### Incassi
In Italia il film è stato il campione d'incassi assoluto nella stagione 1971-72 con 6087656000 L.. Risulta dopo Ultimo tango a Parigi (uscito però più volte nelle sale causa noti problemi di censura), Per un pugno di dollari e Guerra e pace al quarto posto nella classifica dei film italiani più visti di sempre con 14 554 172 spettatori paganti.
Negli Stati Uniti e in Canada invece il film ha incassato 2100000 $.
A livello internazionale, ha incassato oltre 7 milioni di dollari.

## Effetti speciali
Nella scena della partita a poker, nella quale Terence Hill mischia le carte compiendo incredibili virtuosismi, le mani erano in realtà quelle del noto prestigiatore Tony Binarelli, che ha "prestato" le mani anche agli altri giocatori. In un'intervista Binarelli ha dichiarato "Per fare apparire le mani di Trinità e di Wild Cat Hendriks diverse (in realtà erano sempre le mie) hanno persino truccato le mie dita. In questa "mano di carte" ho usato tutti i miei trucchi più appariscenti: ho spezzato con tre dita il mazzo, ho mischiato le carte con un gioco velocissimo, ho aperto con sole due dita a ventaglio tutto il mazzo. L'effetto è stato esilarante non solo per il pubblico, ma anche per noi della troupe: per girare quella sola sequenza abbiamo impiegato tre giorni interi. Infatti gli attori non riuscivano a trattenere le risate".